# Bertil Egerö
Eric Bertil Egerö, ursprungligen Ericsson, född 14 november 1936 i Örgryte församling i Göteborg, död 15 mars 2024 i Lunds domkyrkodistrikt , var en svensk sociolog med inriktning på befolkningsdynamik och samhällsutveckling. Han arbetade under ett par år för Sida och var verksam i bland annat Tanzania, Moçambique och som medföljande i Zimbabwe.

## Biografi
Bertil Egerö var son till civilingenjören Eric Egerö, tidigare Ericsson, och gymnastikdirektören Rut Egerö, född Östby samt bror till Torsten Egerö och Ingrid Eckerman. Efter studentexamen vid Saltsjöbadens samskola 1955 blev Egerö fil. kand. vid Stockholms universitet 1960, fil. lic. vid Göteborgs universitet 1969 samt Master of science vid London School of Economics 1972. År 1996 utsågs han till docent vid Lunds universitet.

### Yrkesliv
Egerös licentiatavhanding Ny bostad i ytterstad (1967) var en sociologisk undersökning av bostadsområdet Västra Järnbrott i Göteborg. 1979 analyserade han stadsbyggnadsprocesser i Örebro i rapporten En mönsterstad granskas, skriven vid KTH:s avdelning för byggnadsfunktionslära med finansiering från Byggforskningsrådet. Denna rapport ledde till oenighet inom Byggforskningsrådet. I rapporten visade Egerö på stor maktkoncentration i Örebro och pekade speciellt ut kommunpolitikern Harald Aronsson. Aronsson protesterade hos Byggforskningsrådet och frågan togs upp på ett styrelsemöte där rådets ordförande Lennart Holm uttalade tydlig kritik mot både Egerös slutsatser och kansliets hantering av publiceringen. Efter denna händelse minskade Byggforskningsrådets anslag till avdelningen för Byggnadsfunktionslära.
År 1967 fick Bertil Egerö ett uppdrag att som associate expert för FN på några månader genomföra en folkräkning i Tanzania. 1978–1980 genomförde han motsvarande folkräkning i Moçambique.
Mycket av Egerös gärning har behandlat de faktorer som styr den mänskliga reproduktionen. År 1971 deltog han i en förberedande konferens i Accra för de afrikanska länderna inför FN:s kommande befolkningskonferens och år 1974 på FN-konferensen (ICPD) i Bukarest. År 1990 startade han, tillsammans med professor Staffan Lindberg, programmet Population and Development in the Third World (PROP)  vid Lunds universitet. Bland hans publikationer kan nämnas Understanding Reproductive Change: Kenya, Tamil Nadu, Punjab, Costa Rica, som skrevs på uppdrag av utrikesdepartementet och var ett av Sveriges bidrag till FN:s befolkningskonferens i Kairo 1994. Han tryckte där på  sambanden mellan kvinnors sociala och ekonomiska villkor och reproduktionen och ifrågasatte FN-organens tidigare betoning av familjeplanering och barnbegränsning.  Efter den konferensen var han under fyra år UD:s representant i FN:s befolkningskommission. Han avslutade sitt yrkesliv med att studera om HIV/AIDS, framför allt i Afrika. Även när det gäller smittspridning framhöll han sociala faktorers betydelse.

### Solidaritetsarbete
Under 1960-1990-talen var Bertil Egerö aktiv i den svenska anti-apartheidrörelsen och i civila organisationer till stöd för kampen mot den portugisiska kolonialismen i Angola och Mocambique. Från bildandet av Afrikagrupperna 1974 innehade han olika positioner i föreningen. På Nordiska Afrikainstitutets webbresurs LiberationAfrica beskrivs hans privata samling av dokument från befrielserörelser i södra Afrika, insamlade 1960–1990 under hans tid som afrikaforskare och aktiv inom Afrikagrupperna.
1987 publicerade han en kritisk granskning av Frelimos politik i Moçambique, som han, i motsättning till sin egen tidigare uppfattning, menar har raserat landet.

### Kollektivhusrörelsen
Bertil Egerö bodde vid sin bortgång i kollektivhuset Slottet i Lund och hade varit aktiv i kollektivhusrörelsen sedan 1980-talet. År 2010 var han en av arrangörerna av The International Collaborative Housing Conference i Stockholm.